# Anadendrum
Anadendrum — рід квіткових рослин родини ароїдних. Батьківщиною є Китай і Південно-Східна Азія.

## Види
1. Anadendrum affine Schott — Борнео, Суматра
2. Anadendrum angustifolium Engl. — Таїланд, півострів Малайзія
3. Anadendrum badium P.C.Boyce — Таїланд
4. Anadendrum calcicola P.C.Boyce & S.Y.Wong — Борнео
5. Anadendrum chlorospathum V.D.Nguyen, Dinh & P.C.Boyce — В'єтнам
6. Anadendrum cordatum Schott — Суматра
7. Anadendrum ellipticum Widyartini & Widjaja — Борнео, Суматра, Ява, п-ів Малайзія
8. Anadendrum griseum P.C.Boyce — Таїланд
9. Anadendrum latifolium Hook.f — Юньнань, Лаос, В'єтнам, Камбоджа, п-ів Малайзія, Борнео, Ява, Суматра, Сулавесі, Філіппіни
10. Anadendrum marcesovaginatum P.C.Boyce — Таїланд
11. Anadendrum marginatum Schott — Суматра, п-ів Малайзія, Саравак
12. Anadendrum microstachyum (de Vriese & Miq.) Backer & Alderw. — п-ів Малайзія, Борнео, Ява, Суматра, Сулавесі, Філіппіни, Таїланд, пд. Китай
13. Anadendrum montanum Schott — Юньнань, Індокитай, Ява, Сулавесі, Філіппіни
14. Anadendrum muluensis P.C.Boyce & S.Y.Wong — Борнео
15. Anadendrum superans Alderw. — Суматра